# خوسيه ماريا بورتيو فالديز
خوسيه ماريا بورتيو فالديز (بالإسبانية: Txema Portillo)‏ هو كاتب ومؤرخ وأستاذ جامعي إسباني، ولد في 1 ديسمبر 1961 في كاسترو أورديالس في إسبانيا.